# Hädrich-Berg
Der Hädrich-Berg (norwegisch Snønutane) ist ein 2885 m hoher Berggipfel im ostantarktischen Königin-Maud-Land. Er ragt im östlichen Teil des Bergs Håhellerskarvet im Mühlig-Hofmann-Gebirge auf.
Entdeckt und benannt wurde er bei der Deutschen Antarktischen Expedition 1938/39 unter der Leitung des Polarforschers Alfred Ritscher. Namensgeber ist Willy Hädrich, Prokurist bei der Lufthansa und verantwortlich für das Rechnungswesen der Expedition. Verwechslungsgefahr besteht mit der ebenfalls im Mühlig-Hofmann-Gebirge liegenden Berggruppe Snønutane, die auch den international nicht anerkannten Namen Hädrichberg trägt.